# Solfatara

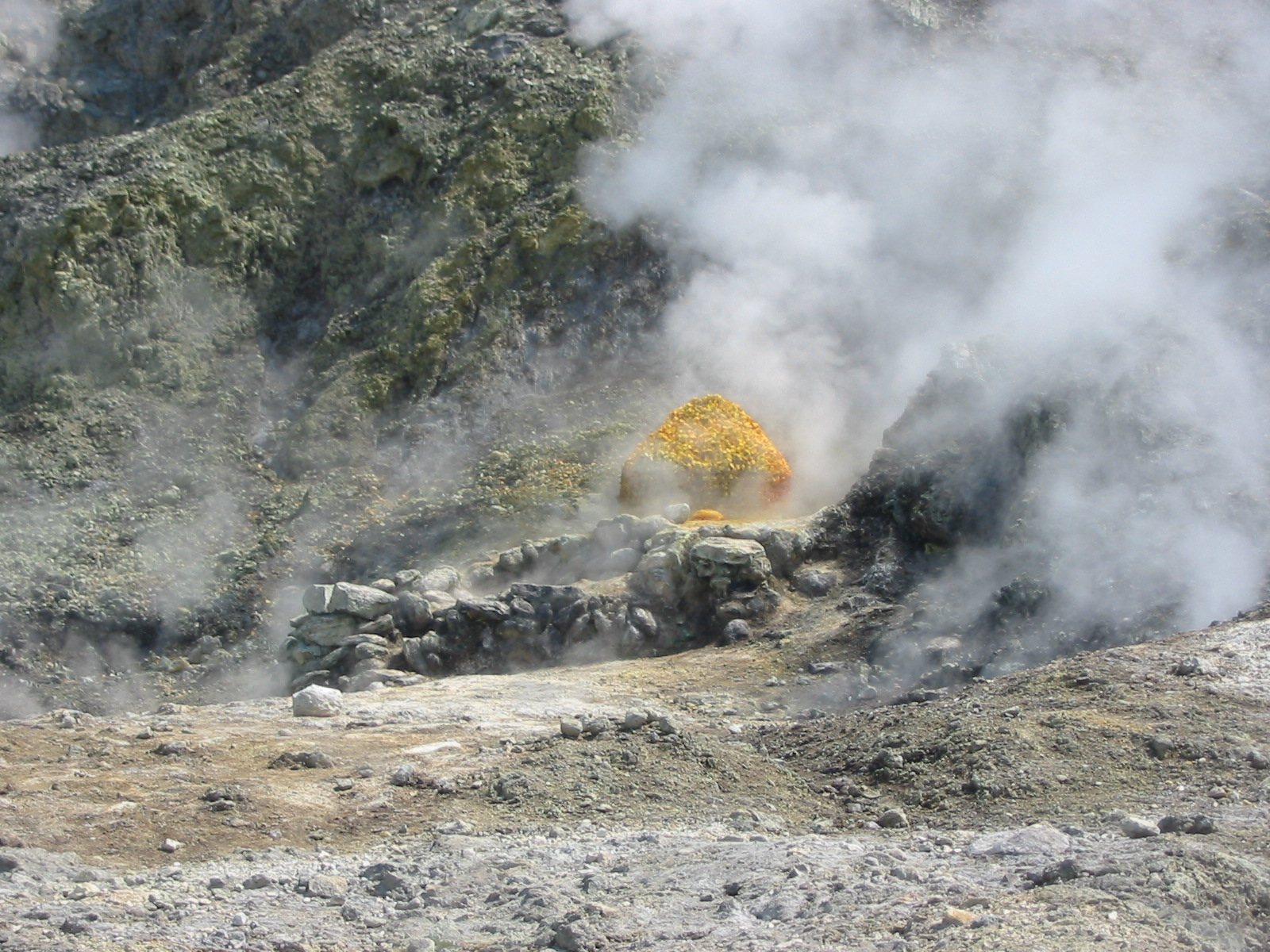
Solfatara di Pozzuoli - Bocca grande

Una solfatara è un apparato vulcanico in cui è presente un campo fumarolico più o meno esteso, la cui attività è costituita principalmente dall'emissione di vapore e gas  a forte componente solfurea. Questo fenomeno è tipico nei vulcani in stato di quiescenza o prossimi all'estinzione.
La solfatara fa parte delle attività vulcaniche secondarie, come la fumarola e il geyser.

## Alcune solfatare

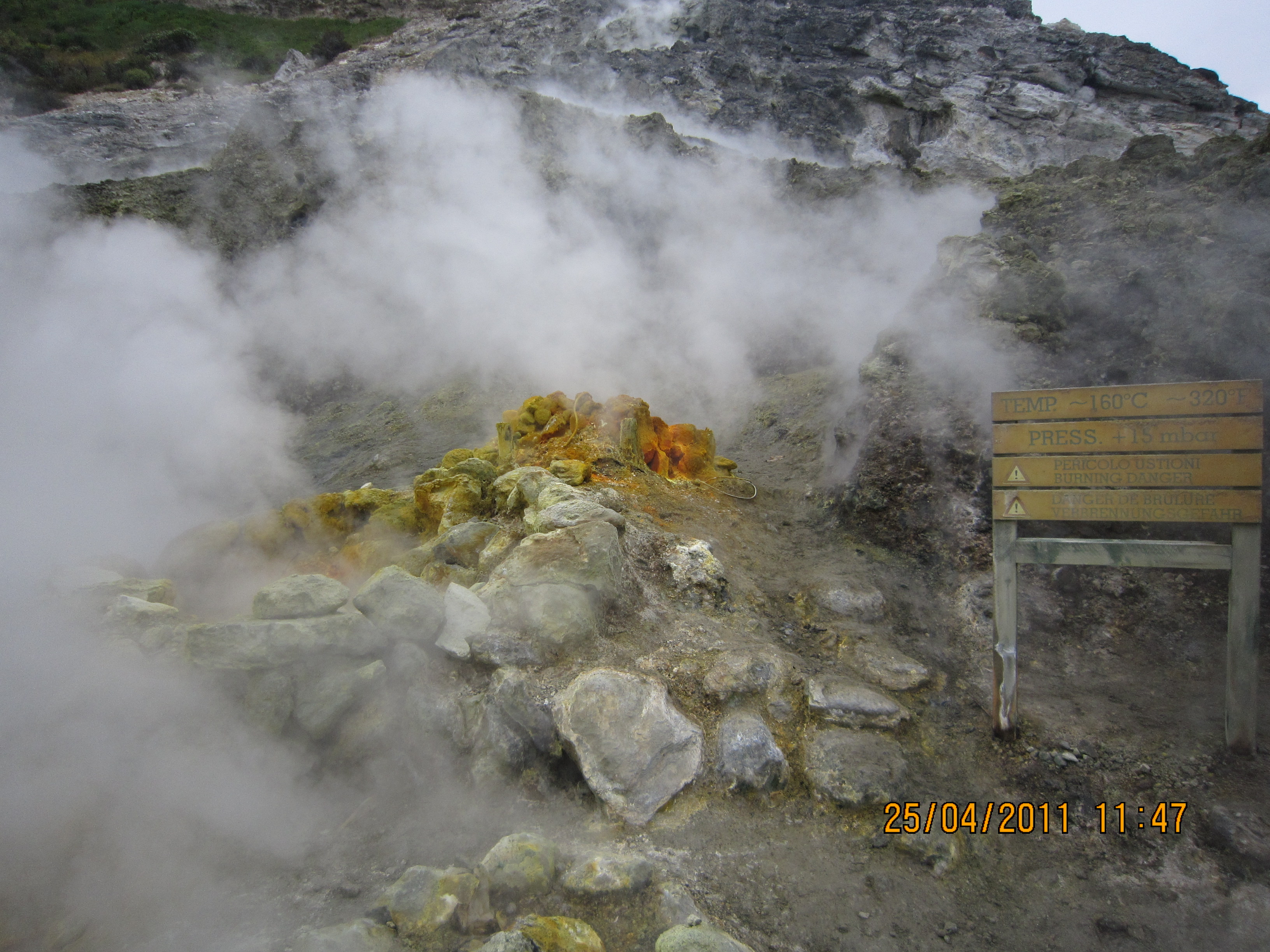
Solfatara

### La solfatara di Pozzuoli
L'esempio classico da cui questo tipo di vulcano ha preso nome è la Solfatara di Pozzuoli, nella zona dei Campi Flegrei, nella città metropolitana di Napoli, ma un'attività simile si ritrova, ad esempio, anche al "Cratere La Fossa" sull'Isola di Vulcano, una delle isole Eolie.

### La solfatara della Riserva Naturale Regionale Monterano

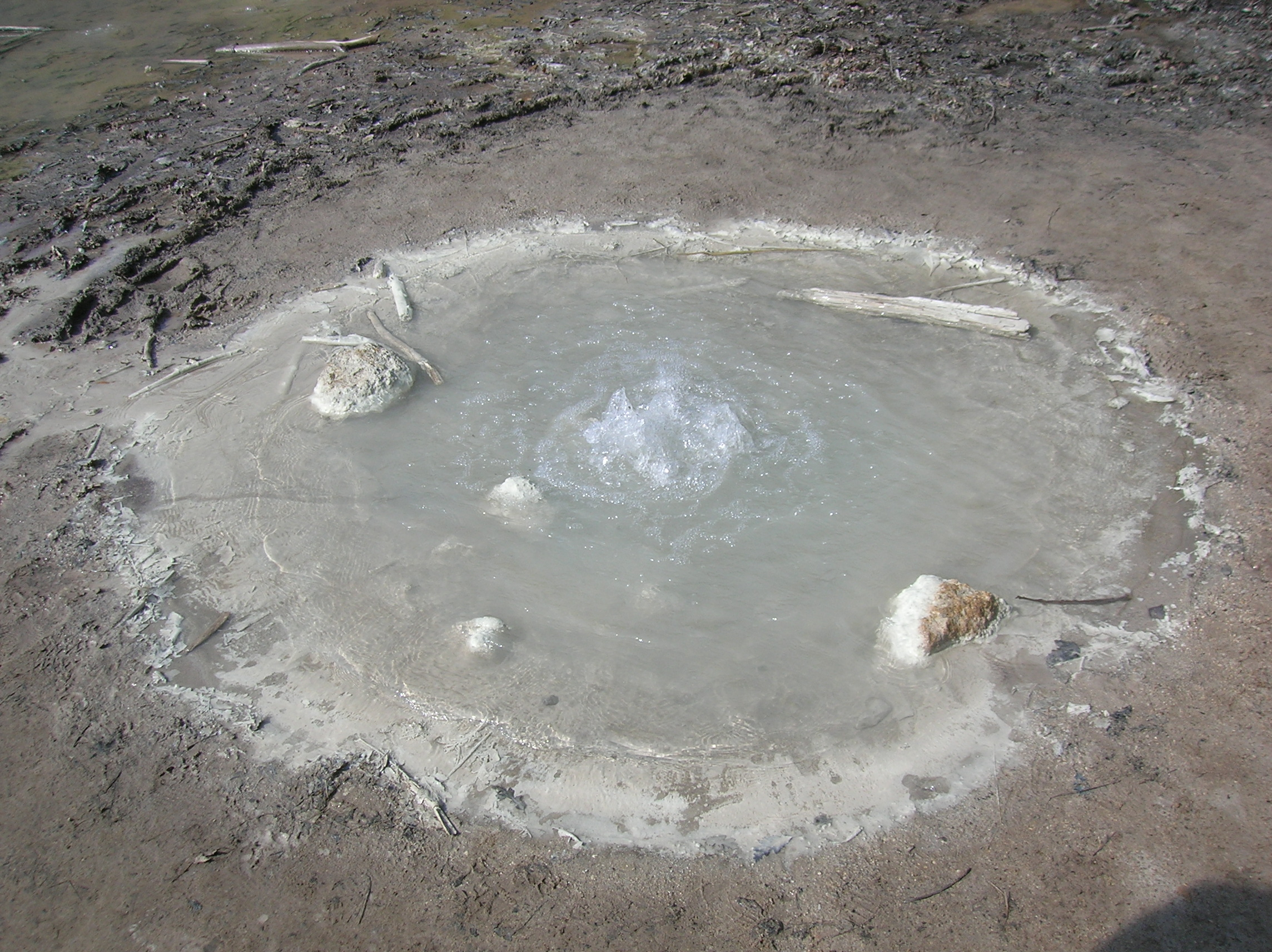
Dettaglio di solfatara di Canale Monterano
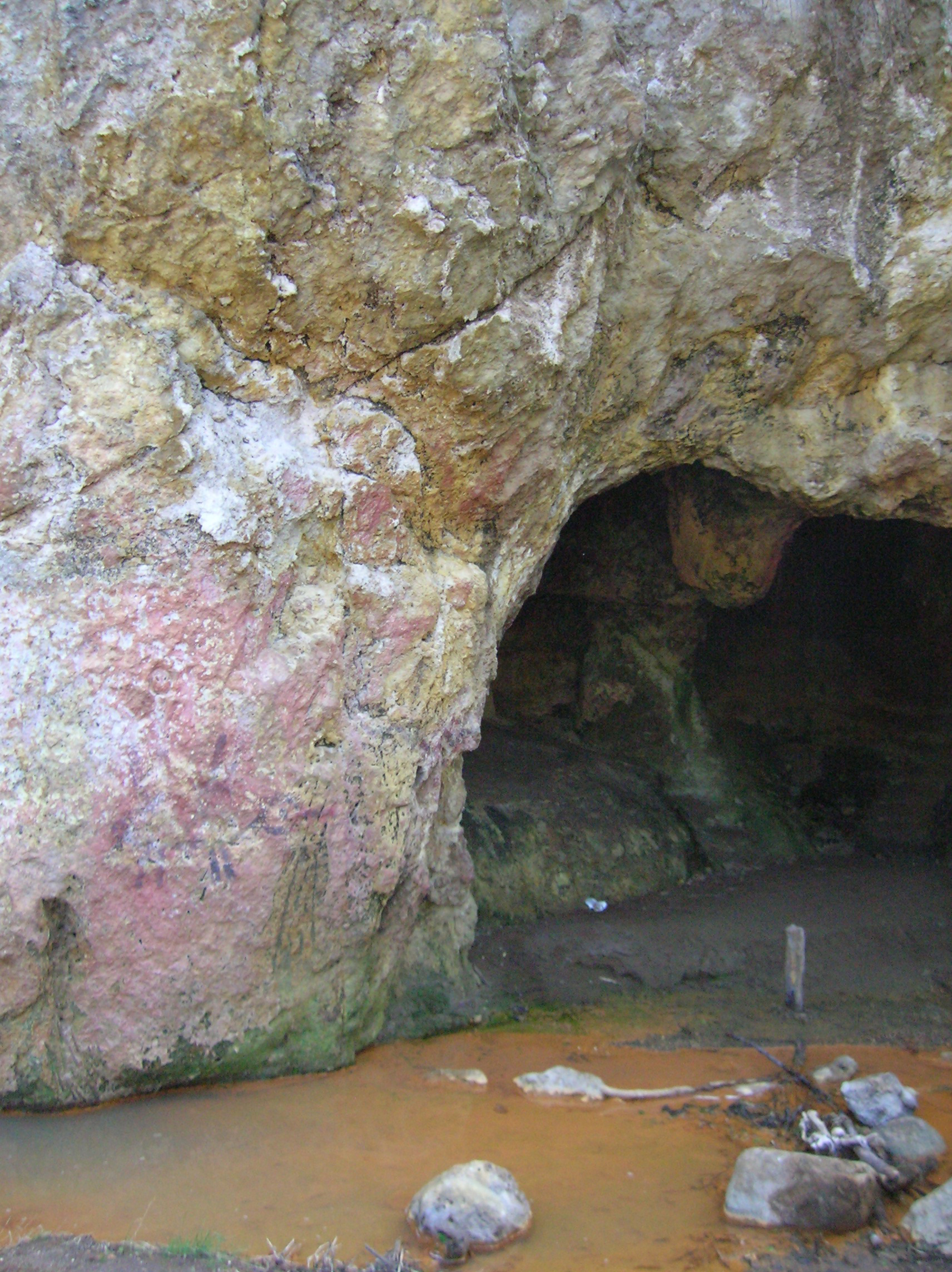
L'effetto dell'acqua rossa
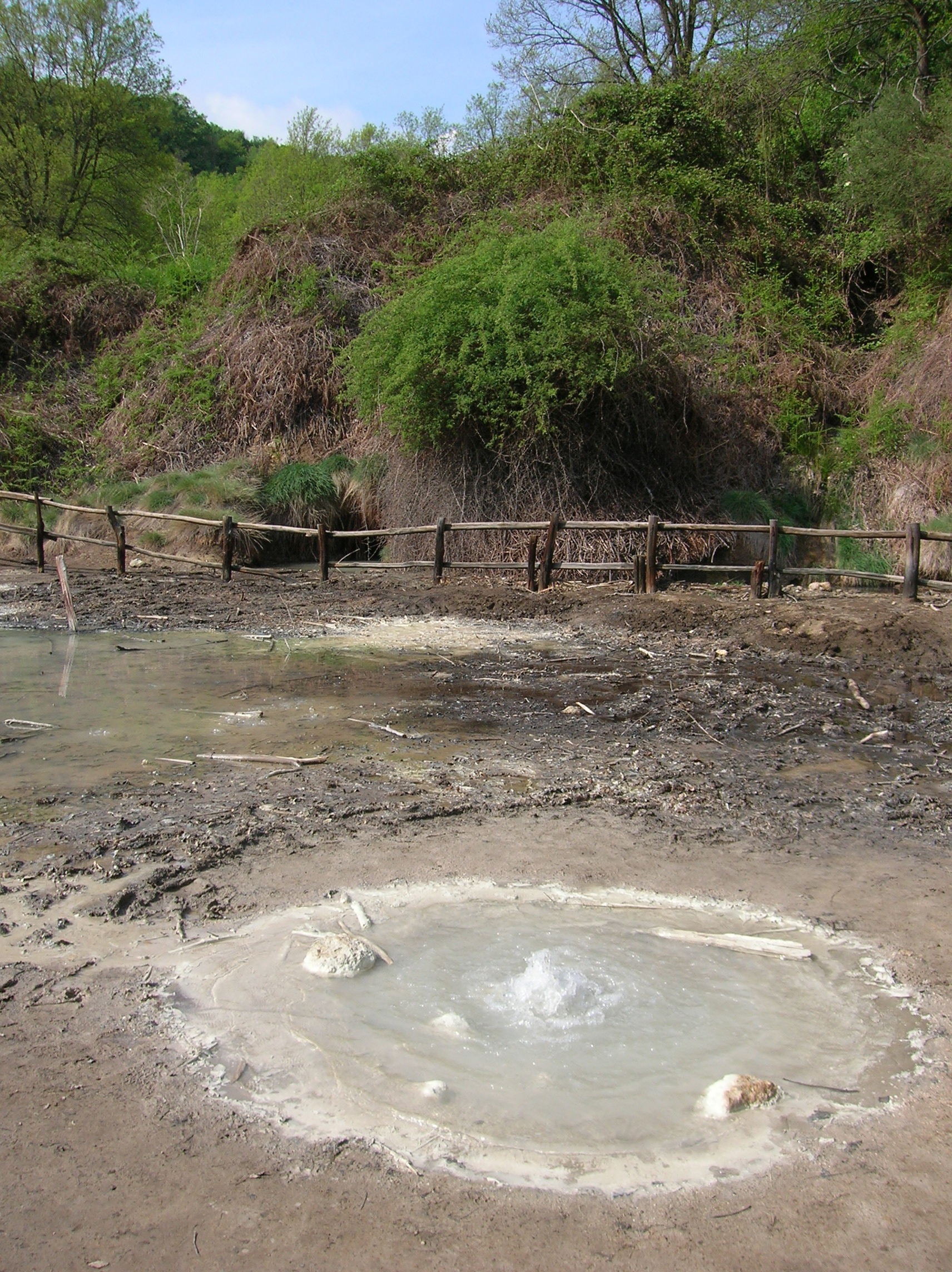
Solfatara di Canale Monterano

### Altre solfatare
Importanti solfatare sono presenti in Islanda (per esempio a Námaskarð)  e nel Parco Nazionale di Yellowstone.